# Kiss József Múzeum
A Kiss József Múzeum egy miskolci emlékszoba volt, amelyben Kiss József költő (1843–1921) hagyatékát őrizték. Az izraelita polgári lányiskola épületében elhelyezett kis méretű, de rendkívül gazdag gyűjtemény Kiss művein és személyes tárgyain kívül olyan érdekességekkel is rendelkezett, mint a költő pár kiadatlan versének kézirata. Bútorai iparművészeti szempontból is jelentős értéket képviseltek.

## Alapítása
A múzeum tizenöt évvel a költő halála után jött létre. Alapítója Serbu Adolf iskolaigazgató, helye kezdettől fogva az izraelita polgári leányiskola épületében volt (ma a Bartók Béla Zene- és Táncművészeti Szakgimnázium épülete a Csengey utcában), ahol már 1920 óta működött a Kiss József Önképzőkör.
A múzeum gyűjteményének legjelentősebb részét alkotó köteteket, kéziratokat, bútorokat, képeket, személyes tárgyakat a költő három, még élő gyermeke – Kiss Jenő Sándor, Kiss Géza, Bauerné Kiss Erzsébet – adományozta az izraelita polgári leányiskolának 1937. február 28-án, azzal a feltétellel, hogy a gyűjteményt méltó módon gondozza, gyarapítja, nem idegeníti el, a nyilvánosság számára elérhetővé teszi, és az iskola éves értesítőjében beszámol a múzeummal kapcsolatos hírekről. A hagyatékot a budapesti Országos Zsidó Múzeum is szerette volna megkapni; a költő örökösei azért döntöttek Miskolc mellett, mert édesapjuk a közeli Mezőcsáton született. További emléktárgyakat helyezett el a múzeumban a Pesti Izraelita Hitközség, a Borsod-Miskolci Múzeum, valamint magánszemélyek. Az Értesítő külön kiemeli Ehrentheil Arnold budapesti bankigazgatót, aki nagy gonddal gyűjtötte össze a költő műveinek különböző kiadásait, valamint Vázsonyi Vilmosnét, aki személyes visszaemlékezéseit is megírta.
A múzeum 1937. március 7-én nyílt meg. A megnyitó a beszámolók alapján „messze túlnőtt az iskolai ünnepély keretein”, az Országos Polgári Iskolai Tanáregyesületi Közlöny cikke szerint „méltán keltett a múzeum országos érdeklődést, az ünnepély pedig a város egész társadalmát megmozgató kulturális ünneppé magasztosult.” A beszámoló külön méltatja W. Salamon Etel és dr. Fischné dr. Silbermann Alice ünnepi beszédét; az iskola két tanára „Kiss József íróasztala mellől méltatták a csendes lírikust, a melegszívű embert költői lendületű, magasszárnyalású ünnepi beszédben.” Az iskola tanulói énekeket adtak elő Radics Jolán énektanár vezetésével. A Múlt és Jövő cikke szerint a múzeumnak „nemcsak kor- és irodalomtörténeti és így közvetve tudományos jelentősége, idegenforgalmi propagáló ereje van, hanem jelentős a nevelő értéke is.”
A múzeum megnyitásának alkalmából a Miskolci Nemzeti Színház műsorra tűzte a Kiss első jelentős műveként ismertté vált Simon Juditot, főszerepben Molnár Arankával. A Toll 1937-es Kiss József-emlékszámában jelent meg Telekes Béla Volt, hol nem volt… című, Kiss József emlékére írt verse, melyet Serbu Adolfnak ajánlott.

„Kiss Józsefnek a nevét írtuk a mi zászlónkra, midőn önképzőkörünket megalakítottuk, Kiss Józsefnek magyar hazát és zsidó népet szerető szelleme vezérelt mindig munkásságunkban, s most művészi kézből kikerült bútorai, képei, kéziratai, könyvei, összes emlékei, egy emberi életnek drága kincsei, egy nagy költőnek szent ereklyéi, a költő családjának iskolánkat kitüntető áldozatos adakozása folytán a mi birtokunkba kerültek, 15 évi gyászos elzárkózottságból napvilágra jutva, örök lakóhelyükre hozzánk költöztek. Megihletődött szívvel állok itt Kiss József íróasztala mellett — hogy szeretettel köszöntsem önöket — az örömnek és büszkeségnek mélységes meghatottságával vegyülő érzésével, hogy ennek az áhitatos pillanatnak és jelentőségében felmérhetetlen ünnepi eseménynek én lehetek a szószólója.”

– W. Salamon Etel, a polgári leányiskola Kiss József Önképzőkörének tanárelnöke. Részlet a múzeum megnyitó beszédéből

„A valamikor keleti fényűzés minden pompájával berendezett szobája, árván maradt. De minden egyes darabjához hozzátapadt a múlt és elénk varázsolják Kiss József emberi alakját. Ez volt kedvenc dolgozó helye. Thék Endre, a nagy iparművész személyesen kereste fel e költőt lakásán, hogy megkérdezze, hogy legyen, milyen legyen az íróasztala? Kiss József válasza ez volt: Szabadon álló legyen, tág és széles, mint valami fennsík. A költő kártyavárakat épít és azok rendszerint összeomlanak, legalább ne hulljanak a porba. Cikornyátlan legyen, de vonalaiban nemes, marcona és erős. Szóval csinálja az íróasztalomat a maga képére, saját lelke formájára. Ennél az íróasztalnál íródott legtöbb költeménye, mint a Tüzek, Óh, mert oly későn!, Nápolyi emlék, Jehova és az örök mosolygásé, a Seherezáde.”

– dr. Fischné dr. Silbermann Alíz. Részlet a múzeum megnyitó beszédéből

## A gyűjtemény

Kiss József bútorai

Kiss József bútorai, köztük az íróasztal

Vitrinek a múzeumban

A múzeum egyetlen, az évkönyvek beszámolója szerint 19 m² területű helyiségben helyezkedett el, amely ráadásul az épületen belül is előnytelen helyen volt: a félemeleti helyiség az ún. kis lépcsőházból nyílt, emiatt csoportos látogatásra alkalmatlannak minősült. Ezt a helyiséget ideiglenesnek szánták, és a további beszámolók szerint állandóan tervbe volt véve a méltóbb helyre áthelyezése, ez azonban a múzeum teljes, hét éves fennállása alatt nem valósult meg.
Kis mérete ellenére az emlékszoba rendkívül gazdag gyűjteménnyel rendelkezett. A gyűjtemény gerincét a költő gyermekeinek adománya tette ki, alapításakor 294 tárgyból állt, és az elkövetkezendő években kis mértékben, de gyarapodott. A múzeum elrendezéséről a fennmaradt képek és beszámolók alapján tudni lehet, hogy az egyik fal mentén a költő bútorai helyezkedtek el – ágy, mellette kis asztallal és karosszékkel; mosdóasztal korsóval, felette Kiss fényképével; tükrös asztal, majd a költő íróasztala, székkel, felette az eredeti lámpával. A szemközti fal mentén vitrinek sorakoztak, az íróasztallal szembeni vitrinben, a legszembeötlőbb helyen meggypiros szalagján a Ferenc József-rend aranykeresztje feküdt. A Thék Endre tervezte bútorzat művészettörténeti szempontból is jelentős értéket képviselt. Az íróasztalon lévő tárgyakat úgy helyezték el, ahogy Kiss életében feküdtek, köztük volt A Hét című folyóirat 1890-es évfolyamhoz tervezett fa bekötőtáblája, amelyen egy toll és egy tőr fekszik keresztben, a lap híres kritikarovatát szimbolizálva.
A gyűjtemény részét képezték kötetek első kiadásai, dedikált kötetek, fényképek – köztük a költő fiatalon elhunyt fia, Kiss Ottó képei –, valamint üdvözlő levelek, melyekben köszönti a költőt tagjai sorában többek között a Kisfaludy Társaság, a Petőfi Társaság, a Kazinczy Kör, a temesvári Arany János Kör, a szalontai Arany Emlékegyesület, a Bács-Bodrog Megyei Irodalmi Társaság, a Reviczky Társaság, valamint számos önképzőkör és irodalmi egyesület. Szintén a gyűjtemény részét képezték ruhadarabok – a kiállításon a frakk körül elrendezve –, koszorúk Kiss és felesége temetéséről, valamint olyan személyes tárgyak, mint a sétapálcák, szemüveg, papírvágó kés. Megrendítő eleme a gyűjteménynek a fél szivar, melyet már halála után vettek ki Kiss szájából.
Irodalomtörténeti szempontból is jelentős eleme volt a gyűjteménynek Kiss több kiadatlan verse – a Hajóvontatók, A csáti botok és a Művészetnek fényes álma kézirata. A csáti botok érdekessége, hogy két változatban maradt fenn, ma már nem dönthető el, melyiket szánta Kiss véglegesnek. A befejezetlenül maradt Művészetnek fényes álma a költő utolsó verse.
A múzeumnak hamar híre ment, beszámolt róla a Temesvári Hírlap és a Pesti Napló is. Messziről érkező látogatók elismerését is kivívta, 1937 nyarán a siófoki izraelita elemi iskola diákjait kísérő tanár említi olyan turistalátványosságokkal együtt, mint a Barlangfürdő, a Palotaszálló, az avasi kilátó és a diósgyőri vár. 1938-ban az ungvári zsidó gimnázium diákjai látogatták meg.
Az iskola értesítője ígéretéhez híven rendszeresen beszámolt a múzeum ügyeiről, és minden számában kérte azokat, akik további emléktárgyakkal rendelkeznek, hogy bocsássák őket a múzeum rendelkezésére. A megnyitás utáni évben az állomány 294 tárgyról 326-ra növekedett, és tervben volt a melléklépcsőre nyíló helyiségből méltóbb helyre költöztetése. A következő évben az állomány 327 darabból áll. Az 1939-40-es évkönyv szerint az állomány 330 tárgyból áll; a múzeum részt vett az Országos Izraelita Tanítóegyesület tanügyi kiállításán, ahová másolatban elküldte a leltárát, az adománylevelet, a megnyitó ünnepség műsorát és a kiállítás több fényképét, egy diákjuk tervezte matyó mintájú keretben.
Az 1940-41-es évkönyv beszámol arról, hogy a múzeum helyisége még mindig kicsi, nehezen megközelíthető, viszont a líceum sajnálatos leépítésével tantermek szabadultak fel, így lehetővé válik a méltóbb elhelyezés. Az állomány 333 tárgyból áll, gyarapodott többek közt a költő levélkazettájával (lánya, Erzsébet adománya), valamint a zágrábi Jevrejski Narodni Kalendar egy példányával, amelyet Serbu szerzett be a múzeumnak – a Kalendar a múzeum képanyagának segítségével jelentetett meg Kissről tanulmányt.
Az iskola 1941-42. évi, utolsó évkönyve szerint az állomány nem gyarapodott. Az évkönyv beszámol a Kiss József halálának 20. évfordulójára rendezett megemlékezésről, valamint arról, hogy a költő születésének 100. évfordulójára tervezik átköltöztetni az emlékszobát méltó, új helyére. 1943-ban a múzeum is részt vesz az Országos Zsidó Múzeum Kiss József-emlékkiállításán; fennállása alatt ez az utolsó említése.
1944-ben a gyűjtemény a háborús pusztítás során teljes egészében megsemmisült. Dr. Serbu Adolfot a mauthauseni koncentrációs táborba hurcolták, itt vesztette életét 1945-ben.